# Halvor Egner Granerud
Halvor Egner Granerud (Oslo, 29 mei 1996) is een Noorse schansspringer. In het seizoen 2020-2021 brak hij echt door, door vijf wereldbekerwedstrijden achter elkaar te winnen. Daarnaast werd hij dat seizoen tweede bij het individuele onderdeel op de Wereldkampioenschappen skivliegen 2020. Met het nationale team won hij de gouden medaille. 

## Carrière
Zijn debuut in de wereldbeker was op 5 december 2015. In het seizoen 2016/2017 werd Granerud voor het eerst opgenomen in de Noorse selectie voor het Vierschansentoernooi. In 2015 had hij weliswaar aan twee wedstrijden van het Vierschansentoernooi deelgenomen, maar hij was de wedstrijden daarop afwezig, waardoor hij geen vast deel van het team was. Ook heeft hij in de Grand Prix meermalen een toptienresultaat behaald. In de seizoenen daarna deed hij regelmatig mee in de wereldbeker, maar wedstrijden winnen deed Granerud nog niet. In 2020 was hij de grote verrassing, door vijf wereldbekerwedstrijden op rij te winnen, zilver te winnen op het wereldkampioenschap skivliegen en vierde te worden in het Vierschansentoernooi. Op 6 januari 2023 schrijft hij het Vierschansentoernooi op zijn naam. Hij wint drie van de vier wedstrijden.

## Resultaten

### Wereldkampioenschappen schansspringen
| Jaar | Plaats  | Resultaten              |
| ---- | ------- | ----------------------- |
| 2019 | Seefeld | 33e HS130 5e Team HS130 |

### Wereldkampioenschappen skivliegen
| Jaar | Plaats  | Resultaten         |
| ---- | ------- | ------------------ |
| 2020 | Planica | HS240 · Team HS240 |

### Wereldbeker
Eindklasseringen
| Seizoen   | Algm | SV  | 4S  | RAW |
| --------- | ---- | --- | --- | --- |
| 2015/2016 | -    | -   | 55e |     |
| 2016/2017 | 42e  | 37e | 32e | 45e |
| 2017/2018 | 20e  | 20e | 24e | 22e |
| 2018/2019 | 15e  | 24e | 35e | 37e |
| 2019/2020 | 61e  | -   | -   | 64e |

Wereldbekerzeges
| Datum            | Plaats           | Onderdeel |
| ---------------- | ---------------- | --------- |
| 29 november 2020 | Kuusamo          | HS142     |
| 5 december 2020  | Nizjni Tagil     | HS134     |
| 6 december 2020  | Nizjni Tagil     | HS134     |
| 19 december 2020 | Engelberg        | HS140     |
| 20 december 2020 | Engelberg        | HS140     |
| 10 januari 2021  | Titisee-Neustadt | HS142     |

### FIS Summer Grand Prix
| Jaar | Plaats |
| ---- | ------ |
| 2016 | 22e    |
| 2017 | 18e    |
| 2018 | 20e    |
| 2019 | 22e    |